# 鹰缘盖蛛
鹰缘盖蛛（学名：Neriene aquilirostralis）为皿蛛科盖蛛属的动物。在中国大陆，分布于湖北等地，常见于灌木丛和草丛。该物种的模式产地在湖北神农架。